# Bidhyanath Pokhrel
Bidhyanath Pokhrel (en nepalí:  विद्यानाथ पोख्रेल, 9 de junio de 1918 - 25 de agosto de 1994) fue un poeta y político nepalés. Fue un político democrático antirana. Se hizo cargo del Frente Dhankuta durante la revolución democrática de Nepal de 1951.

## Biografía
Bidhyanath Pokhrel ocupó un papel destacado en el partido del Congreso de Nepal. Se le otorgó un boleto para competir en la circunscripción de Dhanua Norte en las primeras elecciones parlamentarias en 1959. Hizo campaña para su elección, pero de repente el boleto fue transferido a Lilanath Dahal. Sin dejarse desanimar por este contratiempo, Bidhyanath Pokhrel participó valientemente en las elecciones como candidato independiente, a pesar de sufrir finalmente una derrota.
Mapeando su situación atrapada y sus habilidades políticas, el rey Mahendra le ofreció a Bidhyanath Pokhrel una membresía vitalicia en el Raj Sabha, un cuerpo similar al Consejo Privado en el Reino Unido. Esta oferta llegó en un momento en el que Pokhrel aún no se había reconectado con el Congreso Nepalí. Solo tenía dos opciones: confrontar al rey o aceptar su propuesta, ya que el Congreso Nepalí no había iniciado conversaciones para reintegrar a los candidatos rebeldes a su sistema de partido. Trabajó a favor de la opción de un sistema de partidos múltiples durante el referéndum de 1980. Sin embargo, se quedó sin ningún cargo ya que la opción de partidos múltiples fue derrotada en el referéndum. Desde entonces, ha permanecido menos activo en la política.
Pokhrel falleció el 25 de agosto de 1994 en Kathmandu debido a un ataque cardíaco.